# Javier López Madrid
Javier López Madrid (Madrid, 1964) es un empresario español.Presidente de Ferroglobe.
Hijo de Germán López y Pérez Castrillón, fundador de la importadora de Volvo en España, y Leonor Madrid. Abogado y licenciado en ciencias económicas y empresariales por ICADE en la actualidad ostenta el cargo de consejero delegado del Grupo Villar Mir, miembro del consejo de administración de Fertiberia, consejero de Inmobiliaria Espacio, vicepresidente y consejero delegado de Grupo Ferroatlántica, presidente de Tressis, fundador y presidente del holding inversor Siacapital, miembro del World Economic Forum. Fue miembro del patronato de la Fundación Princesa de Asturias hasta marzo de 2016. Cabe decir -como se desarrollará pormenorizadamente más adelante- que fue absuelto en el caso de la salida a Bolsa de Bankia. En el caso de las 'tarjetas black' de Caja Madrid terminó con el pago de una multa de 7.120 euros. Fue detenido por la Guardia Civil como consecuencia de la 'Operación Lezo'. Además, ha estado involucrado en otros procesos judiciales.

## Biografía
López Madrid estudió en el Colegio Nuestra Señora del Pilar.[cita requerida] Inició su carrera profesional en Schroders en Londres y al regresar a España fundó Tressis, una agencia de valores. Tras su paso por diferentes agencias de valores y gestoras de patrimonios y una operadora móvil virtual, entró en OHL, empresa del Grupo Villar Mir.[cita requerida]
En 1990 se casó con Silvia Villar Mir, única hija de Juan Miguel Villar Mir.[cita requerida]

## Imputaciones y escándalos
En 2008 fue nombrado consejero de Caja Madrid a propuesta de la Confederación de Empresarial de Madrid y se vio salpicado por el escándalo de las tarjetas opacas de Caja Madrid.que terminó con el pago de una multa de 7.120 euros, en el proceso judicial llevado a cabo. Durante su etapa como consejero de Caja Madrid y posteriormente de Bankia, fue criticado por conceder créditos a empresas relacionadas con él en condiciones ventajosas. Al Grupo Villar Mir, empresa de la cual es consejero delegado, se le concedieron 344 millones de euros a pagar en 16 meses al 0% de interés.
En marzo de 2015, López Madrid fue imputado por un caso de presunto acoso sexual, amenazas y agresión a la dermatóloga Elisa Pinto. La causa fue sobreseída en febrero de 2016 y archivada un mes después, luego de que un Juzgado de Instrucción de Madrid no apreciase indicios suficientes para acreditarlo y considerase «contradictorio» el testimonio de la mujer. En abril de 2017, la Audiencia Provincial de Madrid ha ordenado reabrir la investigación contra el empresario por acoso a la dermatóloga cuestionando la investigación policial donde se afirmaba que ella misma se había inventado los hechos y se habría apuñalado a sí misma en plena calle y en presencia de su hijo. López Madrid es imputado y llamado a declarar el 26 de julio de 2017.
Un año después se desveló que López Madrid, después de destaparse el caso de las tarjetas opacas de Caja Madrid, que terminó con el pago de una multa de 7.120 euros, había recibido mensajes de apoyo de la reina consorte de España (donde se le llamaba "compi yogui"), Letizia Ortiz, con quien había coincidido en actividades comunes. El investigado había intentado borrar los mensajes de su teléfono móvil, pero la Guardia Civil consiguió recuperarlos por orden de la jueza. La Casa Real tuvo que publicar un comunicado en el que aseguraba que los Reyes habían roto su relación con el empresario una semana después del mensaje.
Por otro lado, López Madrid también se ha visto envuelto en las investigaciones sobre la red de corrupción denominada «Operación Púnica», de la que fue absuelto.  
El 21 de abril de 2017 el juez Eloy Velasco decretó la libertad bajo fianza de 100.000 euros de Javier en el marco de la Operación Lezo. Finalmente, el 26 de abril, pagó la fianza de 100.000 euros junto con Ildefonso De Miguel.
El 17 de noviembre de 2017 el Juzgado Central de Instrucción número 4 de la Audiencia Nacional decretó la apertura de juicio oral a más de 30 ex consejeros de Bankia, entre ellos Javier López Madrid, del que fue absuelto, por la salida a bolsa de la entidad en julio de 2011.
El 18 de diciembre de 2017 el empresario compareció en calidad de testigo, junto a Ignacio González y Eduardo Zaplana, en el Juzgado Central de Instrucción 5 para ser interrogado acerca de unas grabaciones del caso Lezo.
El 6 de febrero de 2018 declaró como investigado en el Juzgado Central de Instrucción 6 en el caso de las obras del metro de Madrid.
El 16 de marzo de 2022 la Fiscalía de Madrid solicitó 13 años y dos meses de prisión para el empresario en el marco del caso Pinto. En concreto, pidió tres años por un delito continuado de coacciones, un año y ocho meses por amenazas, un año y seis meses por un delito contra la Administración de Justicia y dos delitos de lesiones castigados cada uno con tres años y seis meses de cárcel. En su escrito de acusación, el Ministerio Público da por probada la existencia de amenazas y coacciones “reiteradas” a la dermatóloga para que no denunciara el acoso al que estaba siendo sometida, y que había indicios suficientes para acusarle también de ordenar la agresión con arma blanca que sufrió la doctora y que ella atribuyó al comisario José Manuel Villarejo en persona.